# Баји о Форж
Баји о Форж (фр. Bailly-aux-Forges) насеље је и општина у североисточној Француској у региону Шампања-Ардени, у департману Горња Марна која припада префектури Сен Дизје.
По подацима из 2011. године у општини је живело 133 становника, а густина насељености је износила 12,65 становника/km². Општина се простире на површини од 10,51 km². Налази се на средњој надморској висини од 176 метара.

## Демографија
| 1962. | 1968. | 1975. | 1982. | 1990. | 1999. | 2011. |
| ----- | ----- | ----- | ----- | ----- | ----- | ----- |
| 102   | 131   | 133   | 121   | 124   | 126   | 133   |

График промене броја становника у току последњих година